# 田千秋
田千秋（前2世纪?—前77年），又稱車千秋，為西漢時期大臣，他是戰國田齊的後裔，其先祖遷居長陵（今陝西咸陽渭城）。田千秋在戾太子劉據受江充讒害而死後，他上書指出漢武帝作為父親的失誤，替太子鳴冤，漢武帝看完奏書大受感悟，擢升田千秋為大鴻臚，不久便任命其為丞相，封富民侯。漢昭帝即位後，田千秋受遺詔輔政，其為人謹厚且持重，國家政事盡數由大將軍霍光掌控。田千秋於元鳳四年病逝後，由兒子田順繼承其富民侯爵位。

## 生平

### 上書諫言
田千秋起初擔任高寢郎（護衛漢高祖陵寢的郎官）。當時太子刘据因懼怕江充的讒言而起兵敗亡，史称巫蛊之祸。過了很長一段時間後，田千秋上呈事關重大緊急情況的奏書，為太子辯冤，他說：「兒子擅自玩弄父親的兵器，其罪責應受鞭笞，那麼天子的兒子因過失而誤殺了人，又算得上什麼罪呢？這是臣在夢中見到一位白髮老人教臣說的。」當時，漢武帝已經知道太子是因為惶恐不安才發兵，並沒有反叛的意圖，當他看完田千秋的上書，深有感觸而醒悟過來，召見了田千秋。

### 官拜丞相
田千秋上前拜見漢武帝時，漢武帝見田千秋身高八尺多，體貌俊美，很喜歡他，對他說：「父子之間的事情，別人很難插話，只有您明白其實不是這樣。這是高廟的神靈讓您來開導我，您應當成為朕的輔佐。」當即下令擢升田千秋為大鴻臚。過了幾個月，田千秋就接替劉屈氂擔任丞相，受封富民侯。田千秋沒有特別的才能經術學問，也沒有什麼顯赫的功績和資歷，只憑一句話便讓漢武帝醒悟太子的冤屈，旬月之間就封侯拜相，在田千秋之前未曾有過如此的先例。日後某次汉朝的使者出使匈奴，单于問他說：「聽說漢朝新任命了一位丞相，他是因什麼而得到丞相的職位呢？」使者回答說：「因為上書奏事的緣故。」單于說：「假如這樣，那麼漢朝設置丞相，就是不用賢才，隨便一個男子上書就能得到了。」使者回來後，向漢武帝匯報了單于所說的話。漢武帝認為使者有辱使命，想把他交給官吏處置，後來過了許久才釋放了他。
然而田千秋為人敦厚，富有智謀，在丞相的位置上頗為稱職，遠超過他前後任的幾位丞相。田千秋剛開始主持丞相工作時，看到漢武帝連年追究太子冤死一案，被殺和受罰的人非常多，群臣百姓都提心吊膽，田千秋想寬解漢武帝的心思，安慰廣大臣民。於是就和御史、俸祿二千石的官員一起給漢武帝祝壽，讚頌皇上的美德，勸皇上廣施恩惠、減緩刑罰、欣賞音樂怡養精神，為了天下人民而自尋娛樂歡快。
漢武帝答覆說：「朕不施恩德，開始於左丞相劉屈氂和貳師將軍李廣利暗中謀逆作亂，巫蛊之祸殃及士大夫，朕一天只吃一頓飯已經好幾個月了，還聽什麼音樂？經常在心裡哀痛因巫蠱之禍而死的士大夫，已經過去的事情，也不便再追究了。雖然如此，巫蠱之禍剛發生時，朕詔令丞相、御史督責各郡的太守們四處搜索抓捕，廷尉負責審理，但也沒聽到九卿、廷尉查問出來什麼。從前，江充審訊甘泉宮的宮人，後來又轉到未央宫皇后居住的椒房殿，以及此後的公孙敬声之輩、李禹之流陰謀勾引匈奴，相關官員也沒有發現什麼罪證，如今丞相親自挖掘蘭台查驗巫蠱，清楚地知道有巫蠱存在。直到現在還有巫師施行巫蠱妖術不止，邪賊侵身，遠近都有巫師暗施巫蠱，朕感到十分慚愧，還有什麼值得祝壽的呢？敬謝你們的好意，朕不端起你們獻的祝壽酒！請告知丞相、二千石官員各自返回自己的官舍。《尚書·洪範》上說：『不要偏執，不要袒護，聖王的道路坦蕩無阻。』不要因為這件事再上奏了」。

### 受命輔政
一年多以後，漢武帝病重，立鉤弋夫人生的皇子劉弗陵為太子，命大將軍霍光、車騎將軍金日磾、御史大夫桑弘羊和丞相田千秋，一同接受遺詔，輔助教導幼主劉弗陵。漢武帝駕崩，漢昭帝剛即位時，因年幼不能處理政事，國家朝政全部由霍光決斷。田千秋位居丞相，個性忠謹敦厚而有德。每逢公卿大臣朝會，霍光就對田千秋說：「當初和您一起接受先帝遺詔，現在霍光治理內政，您治理外事，您應該要開導督促我，使我不要辜負了天下人民的重托。」田千秋說：「請將軍多留心，就是天下極大的榮幸了。」始終不肯對霍光專權發表異議。霍光因此很看重田千秋。每次遇上祥端出現，都會褒獎賞賜丞相田千秋。終漢昭帝之世，國家少有事端，百姓的生活也逐漸富裕充實。始元六年，漢昭帝詔令各郡國舉薦賢良、文學之士，詢問他們百姓感到痛苦的事，鹽鐵之議由此而生。
田千秋擔任丞相一職長達十二年，他死後，谥号為「定」。當初因田千秋年老，漢武帝特別優待其上朝覲見時，准許他乘坐小車進入宮殿，所以號稱「車丞相」，後世也因此稱田千秋為「車千秋」。

## 家庭
- 子田顺：田千秋逝世後繼承富民侯的爵位，官至雲中郡太守，汉宣帝時擔任虎牙將軍領兵攻打匈奴，但最終卻因私自增加俘虜人數，冒領功績而獲罪自殺，封國被廢除[1]。

## 延伸閱讀
[在维基数据编辑]
 《史記/卷096》，出自司馬遷《史記》
 《漢書·卷066》，出自班固《漢書》